# Rádio Difusora (São Paulo)
A Rádio Difusora AM foi uma emissora de rádio brasileira de São Paulo, que operava na frequência de onda média (AM) 960 kHz.

## História
Fundada em 24 de novembro de 1934 por Luiz Assumpção no bairro paulistano do Sumaré, a Difusora São Paulo foi a primeira rádio do Brasil a ser criada sob o regime de sociedade anônima.
Seus primeiros programas foram Cinema em Casa, apresentado por Walter George Durst  e o humorístico As aventuras de Nhô Totico, apresentado por ele próprio, interpretando personagens típicos da capital paulista. Seu primeiro boletim noticioso foi Diário Sonoro, patrocinado pelo jornal O Estado de S. Paulo, e posteriormente o jornalismo foi continuado por Carlos Spera. No gênero infantil, destacaram-se os programas As aventuras de Dick Peter e o famoso Clube Papai Noel, de Homero Silva, com a participação de crianças. Mais tarde, algumas delas fizeram carreiras na TV, como Hebe Camargo e Vida Alves. A emissora foi a primeira de São Paulo e uma das primeiras do Brasil a transmitir em ondas curtas (ZYR7, ZYR8 E ZYR9). Em 1943, os Diários Associados compraram a emissora, juntamente com a Rádio Guarani de Belo Horizonte. A dupla sertaneja Tonico & Tinoco foi revelada no programa Arraial da Curva Torta, apresentado por Capitão Furtado.
Desde 1950, o terreno entre as ruas Piracicaba, Catalão, Travessa Xangô e Avenida Alfonso Bovero, localizado no Sumaré, era ocupado pelo Palácio do Rádio, um complexo de estúdios de rádio e TV pertencentes aos Diários Associados. O prédio da Rádio Difusora que ficava no local foi demolido em 1959 para dar lugar às obras do Edifício-Sede das Emissoras Associadas, na Avenida Professor Alfonso Bovero. O edifício foi inaugurado em setembro de 1960.
Com o golpe de 1964, os programas noticiosos tiveram, por força da censura, de ser interrompidos e então tocava-se música nestes horários. A saída para a Rádio Difusora foi então criar uma programação musical com o nome de "Plenimúsica". No final de 1969, antecedendo as rádios FMs musicais, foi introduzida uma programação voltada ao público jovem, inspirada na WABC de Nova York, com o conceito "Jet Music" (musica a jato). O nome era uma referência aos lançamentos que a Difusora trazia em discos vindos de avião dos Estados Unidos.
Nesta época a emissora era dirigida por Cayon Gadia, autor do famoso slogan Gente fina é outra coisa e contava com grandes locutores, entre eles Dárcio Arruda, que apresentava o programa Disco de Ouro. Outro diretor que se destacou na Difusora foi Luiz Fernando Magliocca, que introduziu o quadro A melhor de três, entre outras mudanças.
Ela tinha como suas concorrentes a Rádio Excelsior, que era especializada em trazer sucessos vindos da Europa, e a Rádio América.

## Extinção
A Difusora foi tirada do ar em 3 de setembro de 1981. Ela detinha a concessão do canal 4 VHF da TV Tupi São Paulo, que tinha sido fechada em 18 de julho de 1980. A justiça decidiu que a emissora não tinha como honrar os compromissos deixados pela TV Tupi e decretou sua falência. Foram lacrados os transmissores do AM 960 KHz, da Difusora FM 98,5 MHz, e das emissoras de ondas curtas de 6095 kHz (49m), 11765 kHz (25m) e 15155 kHz (19m), que transmitiam a programação da Rádio Tupi de São Paulo, esta também tirada do ar em 1984.